# Team Flanders-Baloise/2024
Deze pagina geeft een overzicht van de Team Flanders-Baloise-wielerploeg in 2024.

## Algemene gegevens
Sponsors: Sport Vlaanderen, Baloise
Teammanager: Christophe Sercu
Ploegleiders: Luc Colyn, Hans De Clercq, Kenny De Ketele, Andy Missoten, Walter Planckaert
Fietsmerk: Eddy Merckx
Kleding: Vermarc

## Renners
| Naam                | Geboortedatum | Nationaliteit | Ploeg 2023                  |
| ------------------- | ------------- | ------------- | --------------------------- |
| Kamiel Bonneu       | 01-08-1999    | België        |                             |
| Arno Claeys         | 20-04-2000    | België        |                             |
| Toon Clynhens       | 09-02-2001    | België        |                             |
| Alex Colman         | 22-06-1998    | België        |                             |
| Lars Craps          | 17-10-2001    | België        | Soudal-Quick-Step Devo Team |
| Lindsay De Vylder   | 30-05-1995    | België        |                             |
| Gilles De Wilde     | 12-10-1999    | België        |                             |
| Jasper Dejaegher    | 23-01-2001    | België        | Circus-ReUz-Technord        |
| Tuur Dens           | 26-06-2000    | België        |                             |
| Siebe Deweirdt      | 08-05-2002    | België        | Soudal-Quick-Step Devo Team |
| Vince Gerits        | 26-09-1997    | België        |                             |
| Jules Hesters       | 11-11-1998    | België        |                             |
| Elias Maris         | 05-10-1999    | België        |                             |
| Vincent Van Hemelen | 02-11-2000    | België        |                             |
| Aaron Van Poucke    | 04-04-1998    | België        |                             |
| Noah Vandenbranden  | 29-07-2002    | België        |                             |
| Dylan Vandenstorme  | 19-04-2002    | België        | Circus-ReUz-Technord        |
| Yentl Vandevelde    | 31-10-2000    | België        | TDT-Unibet Cycling Team     |
| Ward Vanhoof        | 18-04-1999    | België        |                             |
| Victor Vercouillie  | 03-11-2002    | België        | EFC-L&R-Van Mossel          |

### Vertrokken
| Naam             | Geboortedatum | Nationaliteit | Ploeg 2024                 |
| ---------------- | ------------- | ------------- | -------------------------- |
| Ruben Apers      | 25-08-1998    | België        | ?                          |
| Jenno Berckmoes  | 04-02-2001    | België        | Lotto-Dstny                |
| Vito Braet       | 02-11-2000    | België        | Intermarché-Wanty          |
| Sander De Pestel | 11-10-1998    | België        | Decathlon-AG2R La Mondiale |
| Milan Fretin     | 19-03-2001    | België        | Cofidis                    |
| Aaron Verwilst   | 02-05-1997    | België        | ?                          |

## Overwinningen
Arctic Race of Norway
3e etappe: Kamiel Bonneu
1994 · 1995 · 1996 · 1997 · 1998 · 1999 · 2000 · 2001 · 2002 · 2003 · 2004 · 2005 · 2006 · 2007 · 2008 · 2009 · 2010 · 2011 · 2012 · 2013 · 2014 · 2015 · 2016 · 2017· 2018· 2019 · 2020 · 2021 · 2022 · 2023 · 2024 · 2025
Bingoal WB · Burgos-BH · Caja Rural-Seguros RGA · Equipo Kern Pharma · Euskaltel-Euskadi · Israel-Premier Tech · Lotto Dstny · Polti Kometa · Q36.5 Pro Cycling Team · TDT-Unibet Cycling Team · Team Corratec-Vini Fantini · Team Flanders-Baloise · Team Novo Nordisk · TotalEnergies · Tudor Pro Cycling Team · Uno-X Mobility · VF Group-Bardiani CSF-Faizanè